# 龙泉土家族乡 (宣汉县)
龙泉土家族乡，是中华人民共和国四川省达州市宣汉县下辖的一个乡镇级行政单位。

## 行政区划
龙泉土家族乡下辖以下地区：
河口社区、梨坪村、小坪村、老场村、高架村、金鸡村、草坝村、坪溪村、水古村、罗盘村、鸡唱坪村、扇坡村、黄连村和大坪村。